# Jean-Pierre Ceytaire
Jean-Pierre Ceytaire né le 26 mai 1946 à Paris est un peintre, graveur, lithographe et sculpteur français.

## Biographie
Après une enfance sur la butte Montmartre, Jean-Pierre Ceytaire est, de 1962 à 1965, élève du lycée Condorcet à Paris. Son manque d'adhésion au parcours scolaire conduisant à son exclusion, il poursuit à l'École Danhier, de 1966 à 1968, des études qui aboutissent à l'obtention d'un diplôme en kinésithérapie, métier qu'il exercera pendant quinze ans. Il découvre la peinture lors de son service militaire.
La seconde vocation qu'est alors encore la peinture s'affirme avec la première exposition personnelle de Jean-Pierre Ceytaire à Bruxelles en 1973. Rapidement, il oriente son art vers des thèmes religieux et parvient à créer une expression figurative personnelle. C'est en 1981, après qu'il s'est installé à Carrières-sur-Seine, sur les rives de la Seine, et après une brève période abstraite, que les séries de toiles La veste habitée et La veste déshabitée marquent le retour vers une figuration qui lui est propre (« De temps en temps, les figures sont en relief de bois ou de carton, mais la technique de la peinture ne se déprend jamais de la perfection »), déformant librement les êtres et les choses dans une « avidité de métamorphoses physiques » et, dans la suite d'un Egon Schiele, exprimant la part fantasmatique ou fétichiste de l'inconscient : « des figurations d'esprit partiellement surréaliste ou symboliste », observe Jean-Paul Gavard-Perret, « où Ceytaire explore les thèmes qui lui sont chers : l'érotisme, mais aussi les arcanes de l'inconscient, l'inquiétante étrangeté des êtres comme la réification de l'humain, la transfiguration de l'imaginaire et du rêve, le transport amoureux ».
En 1986, Ceytaire abandonne le métier de kinésithérapeute afin de se consacrer totalement à la peinture.

## Expositions
Jean-Pierre Ceytaire a tenu des expositions personnelles depuis 1973 et des expositions de groupe depuis 1983. Celles-ci ont eu lieu principalement en France, mais aussi dans d'autres pays, dont la Suisse, la Belgique, l'Allemagne, le Danemark, la Russie et les États-Unis.

### Expositions personnelles
- Knoll International, Nîmes, 1973[6].

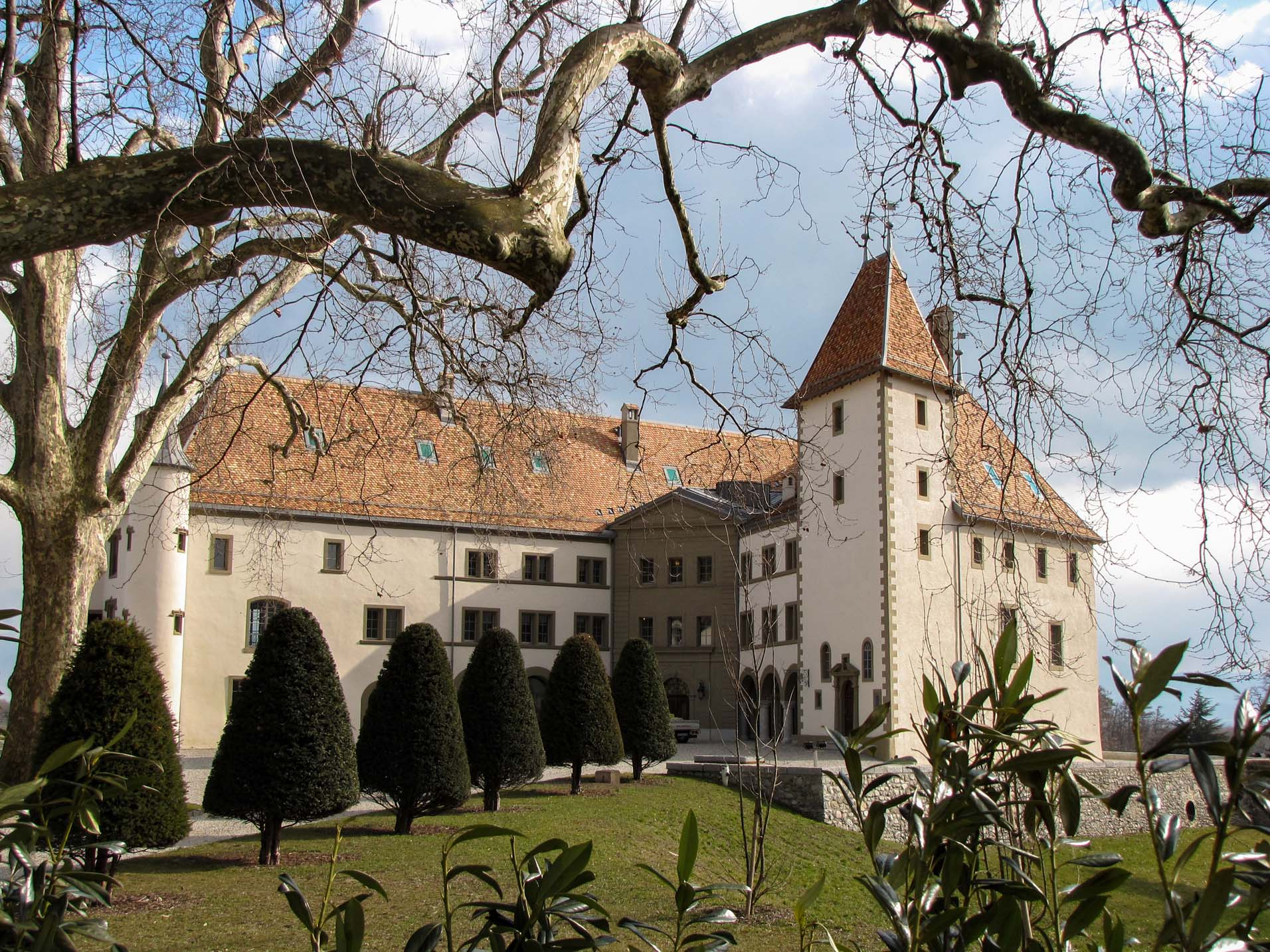
Château d'Allaman, 1996

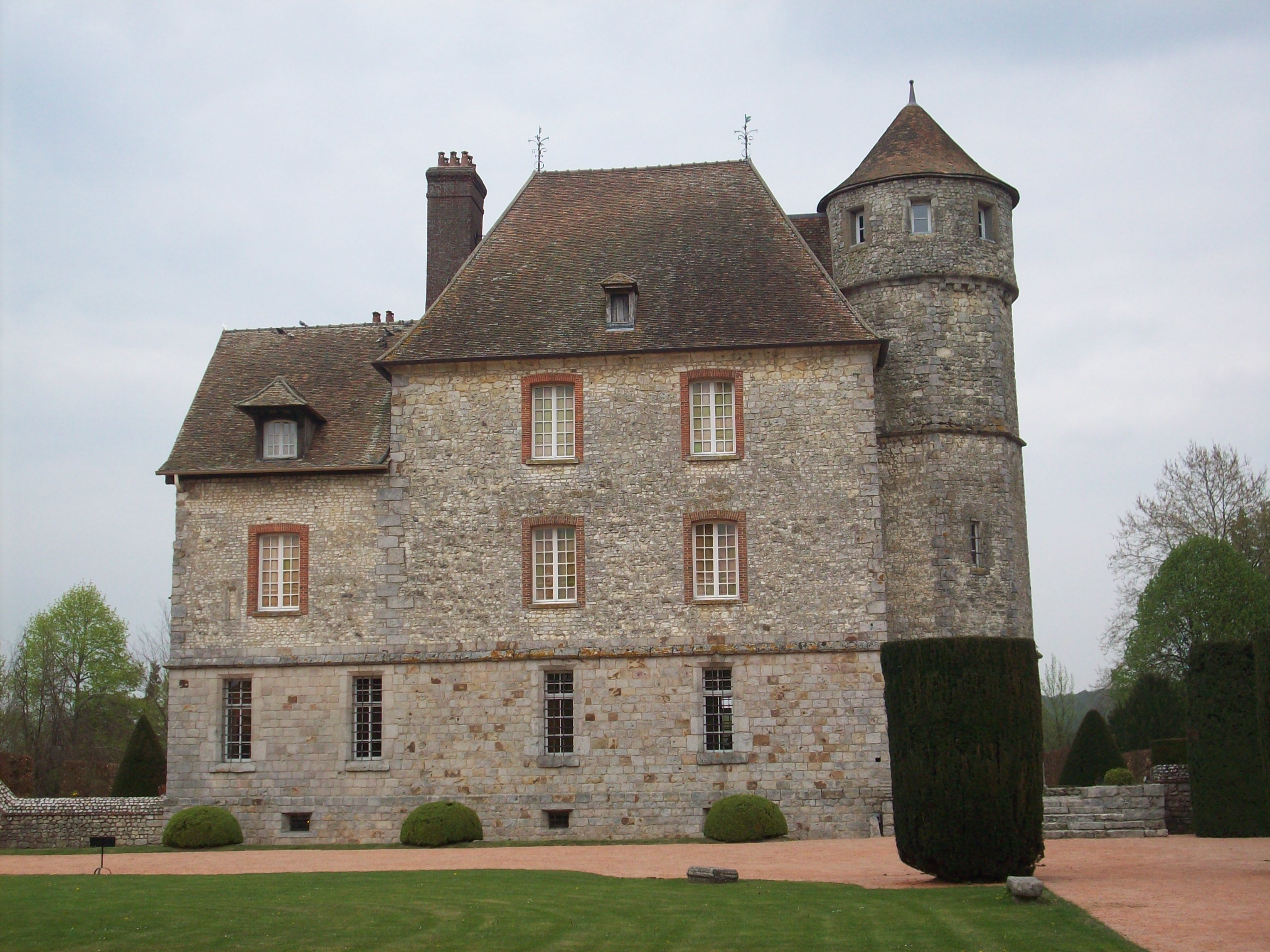
Château de Vascœuil, 2003

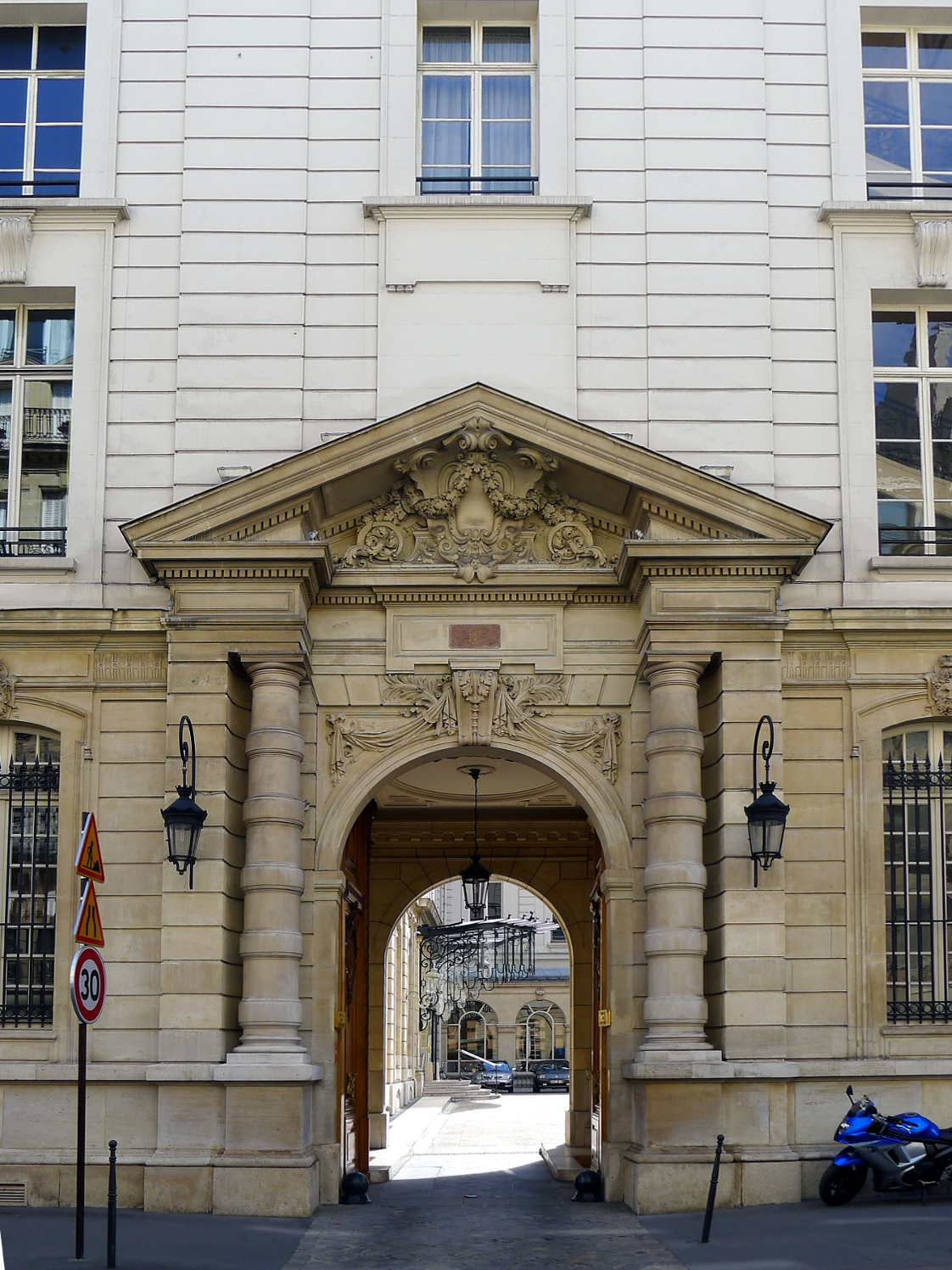
Cercle de l'Union interalliée, Paris, 2023

- Galerie L'Angle aigu, Bruxelles, 1975[6].
- Galerie Laurent Jamault, Versailles 1982, 1983, 1986[6].
- Galerie Vue imprenable, Limoges, 1984, 1986[6].
- Galerie Jean-Pierre Carlier, Le Touquet, 1984, 1986, 1988[6].
- Galerie Le Carré, Charleville-Mézières, 1986[6].
- Galerie des Carmes, Rouen, 1986[6].
- Galerie Rose-Marie, Lille, 1986[6].
- Galerie 39, Limoges, 1986[7].
- Chapelle Notre-Dame de Carami, Carcès, 1986[7].
- Galerie Winnie du Moriez, Reims, 1988[6], 1989[7].
- Galerie Nunki, 12 rue de Tocqueville, Paris, avril-mai 1989[8].
- Galerie Magny-Marraine, Lyon, juillet 1989, 1991 (Enracinement), 1992 (Les Arcanes d'Éros)[6].
- Galerie Satyra, Kronberg im Taunus, 1989[7], 1993.
- Galerie Marie Friez, Paris, 1990[6].
- Le Jas de la Rimade, Carcès, 1991 (Rétrospective), 1993 (Sculptures).
- Jean-Pierre Ceytaire - Sculptures, mairie de Carrières-sur-Seine, 1993.
- Galerie de l'espace Beauvau, Paris, 1994.
- Chair rouge, Galerie Les larmes d'Éros, Paris, mars-avril 1995[6].
- Château d'Allaman (Suisse), 1996[6].
- Paradis perdu, Fondation Coprim, Paris, 1997[9].
- Jean-Pierre Ceytaire - Les miracle de la pêche, Galerie 26 (Hôtel Hermitahe), La Baule, 1998[6].
- Musée de l'Érotisme, Paris, 1998 (Pourpre et dévotion), été 2009 (Cet air coquin)[10].
- Galerie Hermès, Lausanne, 1999[6].
- Muse m'exaspère, galerie Art Comparaison, Paris, de novembre 2001 à janvier 2002[11].
- Bonnes et valets, Galerie Racine, Barbizon, 2001, et Bruxelles, 2002.
- Rosarum Philosophorum, château de Vascoeuil, avril-juillet 2003[12].
- Chapelle de la citadelle Saint-Elme, Villefranche-sur-Mer, septembre-octobre 2003[13].
- Galerie John Bloxham, Londres, 2006.
- Galerie Lazoukine, Deauville, 2007.
- Galerie Porn in Art, Zurich, 2007.
- River Gallery, Bratislava, 2011.
- L'atelier d'Anna, Villerville, juillet-août 2017[14].
- Une balade réjouissante sur les chemins des plaisirs, Cercle de l'Union interalliée, Paris, septembre 2023.
- Jean-Pierre Ceytaire - Regard attendri sur cinquante ans de peinture, rétrospective, Espace Jacques-Prévert, Mers-les-Bains, octobre-novembre 2024[15],[5],[16].

### Expositions collectives
- Salon de la Jeune Peinture, Grand Palais, Paris, de 1984 à 1987[17].
- Salon de la Figuration critique, Paris, 1985[18].
- Biennale de Caen, 1985[17].
- Paris, de Lutèce à la Grande Arche, mairie du 9e arrondissement de Paris, 1991[17].
- Figuración crítica 2, Fundación Santillana, Santillana del Mar, 1993[19].
- Galerie Opera, Singapour, 1994.
- Galerie Mirage, Tokyo, 1994.
- Intimités - Jean-Pierre Ceytaire (peintures), Andy Julia (photographies), Akiza (design), atelier Gustave, 36, rue Boissonade, Paris, octobre 2008[20].
- Salon d'automne du petit format, invité d'honneur, Sannois, octobre 2009[21].
- Annliz Bonin, Jean-Pierre Ceytaire, Christian Peter, Concorde Art Gallery, Paris, septembre-novembre 2010[22].
- Éros - Jean-Pierre Ceytaire, Thierry Lodziak, Lukáš Kándl, hôtel de la Cité, Carcassonne, novembre 2010[23].
- Treize artistes figuratifs, galerie La rose bleue, Deauville, août 2013[24].
- Biennale des beaux-arts de Chatou, invité d'honneur, mars 2015[25].
- Luxembourg Art Fair, Luxexpo The Box, Kirchberg (Luxembourg), avril 2024.

## Séminaires et conférences
- Diffusion des savoirs. Regards artistiques et sociologiques sur la sexualité, exposés de Jean-Pierre Ceytaire, artiste peintre, Michel Lombard, médecin sexologue, et Sylvie Bigot, sociologue, École normale supérieure, 45, rue d'Ulm, Paris, 2 juin 2007.

## Citations

### Dits de Jean-Pierre Ceytaire
- « À la fois acteur en me mettant en scène dans mes rapports amoureux, j'en suis aussi le spectateur, en ayant le regard de mon propre marionnettiste, attendri par les turbulences du désir. Je peins des hommes souvent ridicules abandonnés à leurs pulsions comme s'ils en étaient des victimes inconscientes face à des madones sublimes inaccessibles esquissant un léger sourire plein d'indulgence. Je ne peins pas l'acte mais plutôt ce qui se passe avant dans l'escalier. » - Jean-Pierre Ceytaire[26]

### Réception critique
- « Ceytaire plonge ses pinceaux au cœur de son inconscient et y pêche des images purifiées qui ont la couleur délavée du rêve. Des femmes, des chiens, des couples étirés par leur torpeur. On se regarde dans les toiles de Ceytaire. On ne s'y aime pas toujours. On s'y déteste parfois. Cette lumière si douce est sans doute trop crue. Ceytaire met mal à l'aise. Et c'est pour cela qu'on s'y sent bien. » - Henri Bovet[27]
- « Ceytaire, c'est le retour des fêtes galantes, François Rabelais et Épicure réunis dans un même ballet, les petits rats devenant "serveuses montantes", avec bas et porte-jarretelles. Il a eu la gentillesse d'ouvrir pour nous les portes de ses enfers secrets. Il possède en chaque œuvre le pouvoir de nous faire déconnecter. Ceytaire est le bastion de pierres où il fait bon s'abriter, pour se protéger des débris d'un vieux monde qui se regarde crever, pourri d'auto-satisfaction. Il hurle souvent dans la nuit, comme un chien blessé, ses complaintes à la lune… » - Jean-Claude Gaubert[7].
- « Des tableaux ? Non, des phantasmes saisis au vol. Des cadres ? Non, des garde-fous. Des pinceaux ? Non, le prolongement d'un regard perçant. De l'huile sur toile ? Non, sensibilité écorchée devenue matière. De la provocation ? Non, l'absence d'hypocrisie. Une œuvre ? Non, une vie ! Jean-Pierre Ceytaire ? Oui, un maître. » - Béatrice Schneider[7]
- « Tout à la fois charmeuse et narcissique, inquiète et tournée vers la difficulté d'être, la peinture de Ceytaire illustre bien l'état d'esprit d'une époque, celle des années 1980. Ceytaire a su composer une figuration personnelle, l'imagerie mondaine de la moyenne bourgeoisie décrite avec un humour narquois. » - Gérald Schurr[28]
- « À partir d'une excellente technique picturale, il déforme à plaisir êtres et choses diverses, non dans une intention caricaturale, mais plutôt en fonction d'un humour, frôlant volontiers l'érotisme façon Klossowski, auquel il fait penser aussi quant à la qualité du dessin, et parfois le Surréalisme. » - Dictionnaire Bénézit[17]
- « Le kinésithérapeute connaît parfaitement le corps humain et s'amuse en peinture à le déformer, à allonger ou tordre à l'excès le cou de certaines de ses belles pour en renforcer l'expression. Si ses femmes ont des visages à la Cranach, elles portent en elles toute la lascivité sans fard interdite de représentation à l'poque du maître ancien. Ceytaire réactualise le thème de l'amour sacré opposé à l'amour profane avec ces femmes belles comme des Vierges à l'Enfant et pourtant tellement désirables. » - Dominique Stal[6]
- « La peinture de Ceytaire renoue avec la tension orientale du baroque, nous invitant à l'accompagner dans sa genèse. Elle dénote un questionnement de la figure sur elle-même en associant raison et pulsion. Elle montre son élaboration en même temps qu'elle provoque une émotion. Elle nous fait découvrir une autre manière de voir le corps. Par sa sensibilité intuitive qui trouve ses racines dans les valeurs fondamentales de l'expressionnisme, Ceytaire transcende radicalement les conventions traditionnelles de la représentation. Sa peinture n'évolue pas vers l'abstraction mais reste silencieuse et empreinte de tendresse et d'intimisme. L'énergie et le désir coulent dans les corps torsadés de Ceytaire  comme le tressaillement de l'âme vivante du monde… La lumière, la couleur, les valeurs de Ceytaire possèdent toutes les qualités fixées dans un cadre dont la lecture doit passer par l'allégorie. Ici, le maintien, le mouvement et la physionomie des personnages revêtent une dimension classique, parfois proche du modèle antique, la composition et la couleur acquérant une indéniable vitalité plastique, proche de la sculpture antique. » - Thierry Demaubus[13]
- « Ses œuvres sont empreintes d'un érotisme souvent explicite, mais jamais gratuit. Ceytaire interroge les rapports entre le corps, le désir et la psyché. Ses figures humaines, souvent déformées ou schématisées, renvoient à des visions introspectives qui semblent sortir de rêves ou de cauchemars… Ses peintures explorent des thèmes universels tels que l'amour, la mort, le désir, mais toujours à travers un prisme de mystère et d'étrangeté. » - Delphine Jonckheere[5]
- « Baroques et préraphaélites, ces êtres peints sont sortis de l'imagination créatrice et de la palette de Jean-Pierre Ceytaire… Des réminiscences de personnages de chez Botticelli, mais encore de chez Fragonard l'érotique ou de l'atelier londonien de Francis Bacon l'iconoclaste, voire même des visages à la Modigliani sur des corps à la Hans Bellmer. Ceytaire, c'est tout cela à la fois, un mélange d'histoire de l'art, et surtout l'expression d'un érudit, fin connaisseur des traits des grands artistes qui, pourtant, nous donne à voir du Ceytaire, rien que du Ceytaire, un peintre aux rêves fragiles de peau diaphane et aux yeux renversés d'amour. » - Lionel Girard[16]

## Publications
- Philippe de Miomandre (préface de Patrice Peillon), Les champs du désir, illustrations de Jean-Pierre Ceytaire, Librairie-Galerie Racine/Imprimerie La Salamandre, 1989.
- Marie-Ange Crespo, Chair rouge, tirage de tête de cinquante exemplaires numérotés enrichis d'une lithographie originale de Jean-Pierre Ceytaire, Éditions Astarté, 1995.
- Jean-Pierre Ceytaire, Muse m'exaspère.
- Jean-Pierre Ceytaire, Bonnes et valets.
- Jean-Pierre Ceytaire, Cet air coquin, Éditions Rapage, 2009.
- Jean Pierre Ceytaire (préface de Corinne Pelluchon), Le peintre s'amuse, roman[29].

## Collections publiques
- Aéroports de Paris.
- La Défense, Centre national d'art contemporain.
- Paris :
  - département des estampes et de la photographie de la Bibliothèque nationale de France.
  - Fondation Coprim.
- Puteaux, Fonds national d'art contemporain, Homme, femme, enfant, huile sur toile 195x130cm, 1984[18].

#### Ouvrages
- Marcel Heinz (préface), Jean-Claude Gaubert, Jean-Marc Lange, Jean Métenier, Hervé Salgado, Béatrice Schneider, Ceytaire, éditions Jas de la Rimade, Carcès, 1991.
- Gérald Schurr, Le Guidargus de la peinture, Les Éditions de l'Amateur, Paris, 1996.
- Jean-Pierre Ceytaire - Paradis perdu, éditions de la Fondation Coprim, Paris, 1997.
- André Roussard, Dictionnaire des artistes à Montmartre, Éditions André Roussard, 1999.
- Emmanuel Bénézit, Dictionnaire des peintres, sculpteurs, dessinateurs et graveurs, Gründ, 1999.
- Dominique Stal, Quinze ans de peinture contemporaine vue par Dominique Stal dans l'œuvre de 61 peintres, 1985-2000, éditions Maisonneuve & Larose - Art, 2000.
- Jean-Pierre Delarge, Dictionnaire des arts plastiques modernes et contemporains, Gründ, 2001 (lire en ligne).
- Corinne Pelluchon, Jean-Pierre Ceytaire, Éditions du château de Vascœuil, 2003.

#### Articles de presse
- Guy Tortora, « Insolent Ceytaire », Artension, n°10, hiver 1983.
- J.-P. Bouyssou, « Jean-Pierre Ceytaire, une sacralisation paganiste de la chair », Penthouse, no 55, 1989.
- Henri Bovet, « Jean-Pierre Ceytaire peint nos fantasmes en terre de Sienne », Le Figaro-Magazine, 7 octobre 1989.
- Claude Combaz, « Jean-Pierre Ceytaire », Art Actualité Magazine, n°11, novembre 1990.
- Adrian Darmon, « Ceytaire, du succès dans l'air », Arts et Valeurs, n°22, mars 1991.
- Jean-Pierre Thiollet, « Entretien avec Jean-Pierre Ceytaire », L'Amateur d'art, mai 1991.
- Jean-Paul Gavard-Perret, « Jean-Pierre Ceytaire, "Le peintre s'amuse" », Le Littéraire, 11 juin 2017 ((lire en ligne)).